# Вторчермет (Екатеринбург)

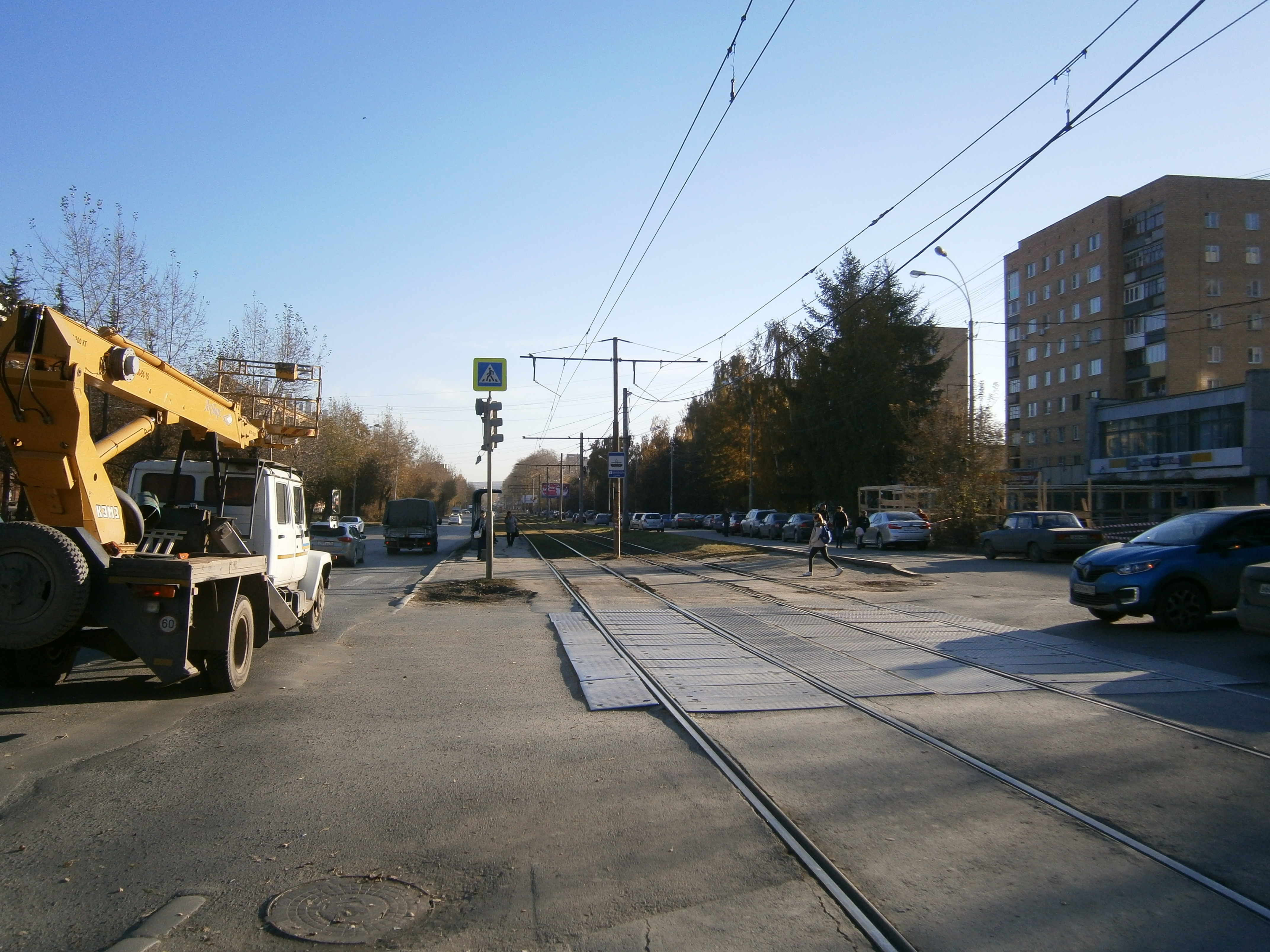
Улица Титова на Вторчермете

Вторчермет (Чермет) — жилой район Екатеринбурга. Расположен в Чкаловском административном районе Екатеринбурга. С севера граничит с жилым районом «Ботанический».

## История
Начал формироваться в юго-юго-западной части Свердловска в 1930-х годах (Свердловский мясокомбинат запущен в 1939 году), и оформился во время Великой Отечественной войны. До войны здесь начали возводить завод «Вторчермет», который достраивали в 1942 году совместно с рабочими киевского «Вторчермета», эвакуированного на Урал. Вокруг заводов вслед за 2—3-этажными домами военных лет началось массовая застройка района крупнопанельными жилыми домами. Возведен кинотеатр «Южный», Дворец культуры РТИ, клубы. Застройка района разноплановая: 2—3-этажные дома послевоенной постройки, пятиэтажные «хрущёвки» и «брежнёвки», 9—12-этажные дома улучшенной планировки.

## Транспорт
Основные магистральные улицы Вторчермета — улица Титова и улица Селькоровская. Конечная остановка трамваев 1 и 15 «Вторчермет» находится в месте, где сходятся три улицы — Титова, Санаторная и Селькоровская. Кроме того, через район проходят автобусные маршруты 9, 11, 11 м, 12, 81, 019, 016, 26, 42, 077, 57, 042. Со станции «Керамическая» через район идут трамваи 9, 14, 15, 27, 34.

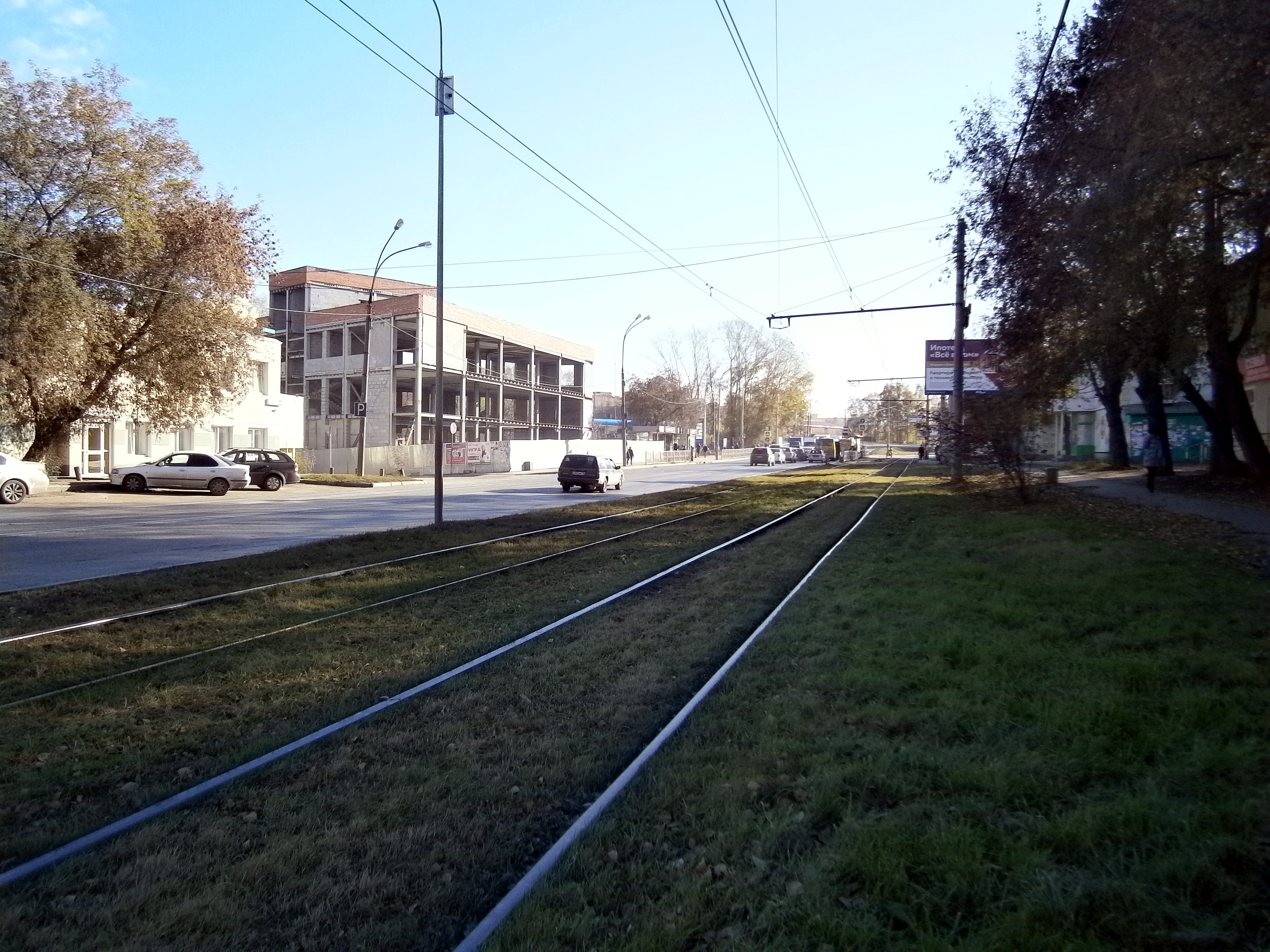
Трамвайные пути на улице Титова.
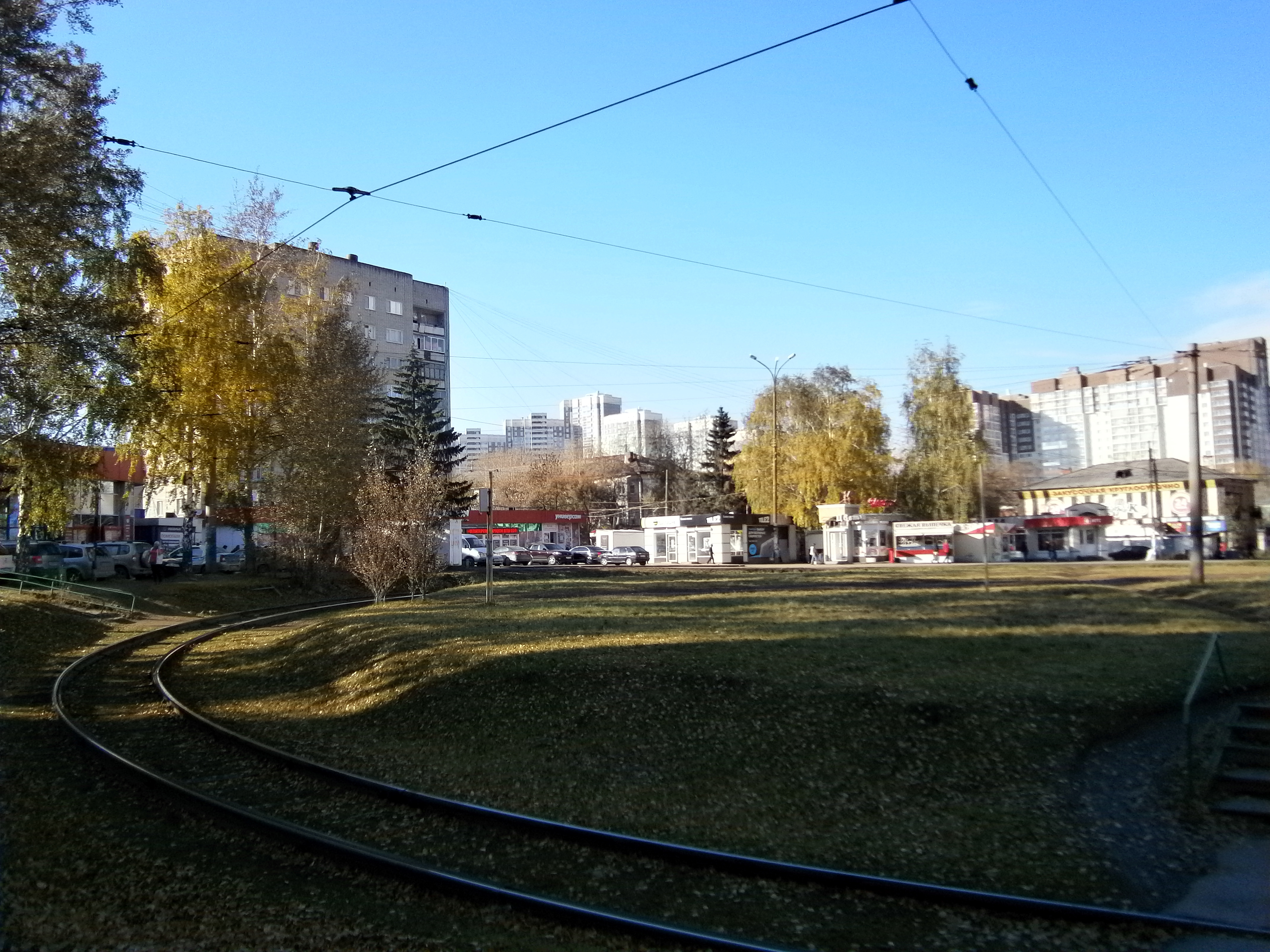
Трамвайное кольцо на Вторчермете.
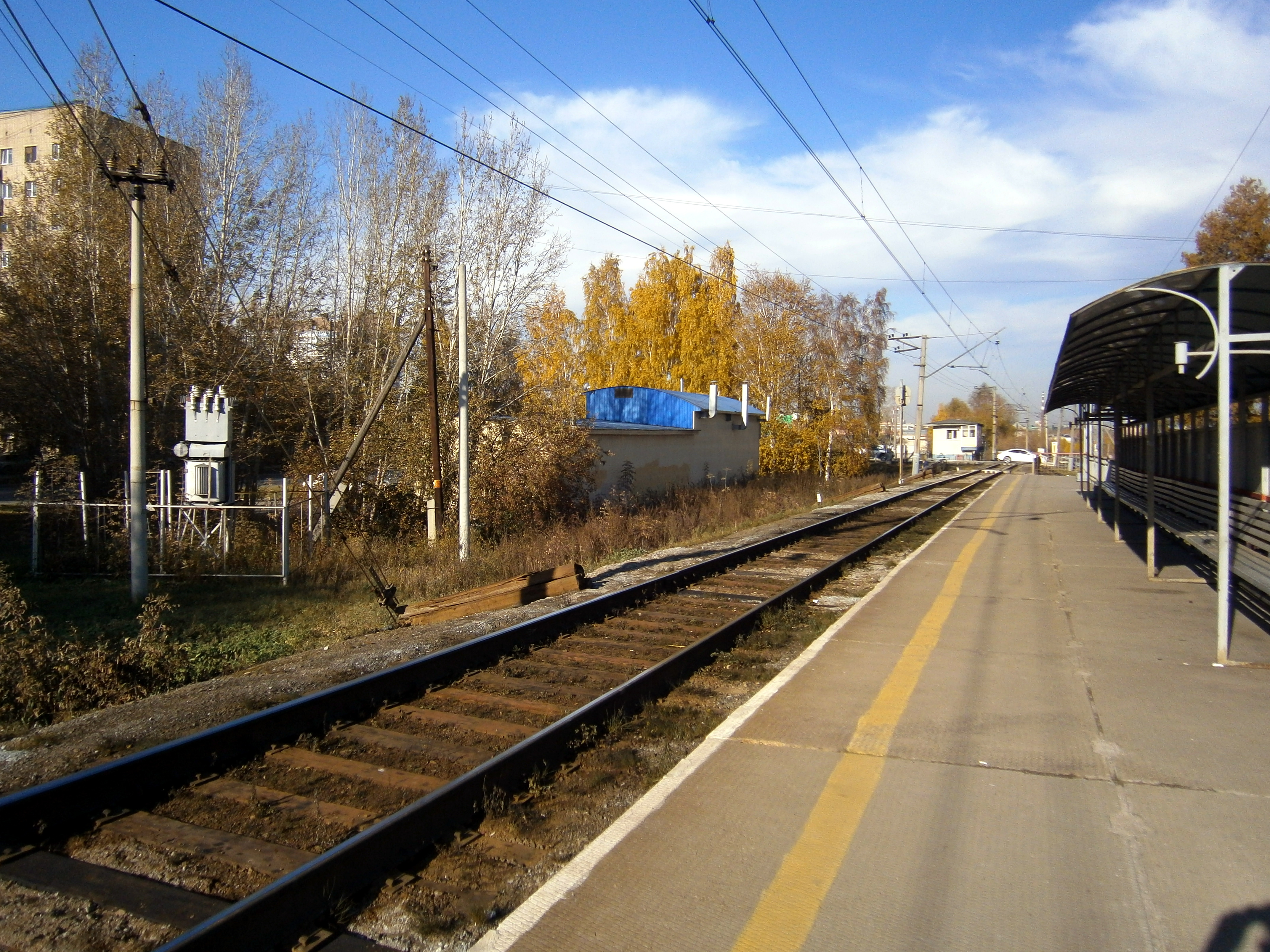
Платформа железнодорожной станции на Вторчермете.

## Население
Население жилого района по оценке конца 2015 года составляло 70 700 человек, в том числе 7700 человек проживало в микрорайоне Керамика на юге Вторчермета и 8000 человек в его северной части (посёлке РТИ). Были ли включены в подсчёт населения воинские части и ИК № 10 ГУФСИН, расположенные в районе, в источнике не сообщается.

## Культура

### Дом культуры «Вторчермет»
После войны был построен Дом культуры «Вторчермет» — необычное здание с классическим портиком, поставленное задом наперёд — главным фасадом от главной улицы. ДК стал настоящим центром культурной жизни и отдыха района — здесь располагался зал с кинотеатром и работали кружки. Сегодня в здании находится Чкаловский библиотечный информационный центр. Часть помещений сдаётся.

### Дом культуры «РТИ»
Ближе к 1970 годам в районе стали появляться большие культурные центры — на севере построили Дом культуры РТИ.

### Кинотеатр «Южный»
На призаводской площади Вторчермета в 1970-е был построен кинотеатр «Южный».

## Промышленность
В 1949 году для переработки отходов мясокомбината был заложен Екатеринбургский жировой комбинат — ЕЖК. Завод строили 11 лет.

## Электронные ресурсы
- Петкевич Т. А. Вторчермет // Энциклопедия Екатеринбурга [Электрон. ресурс] : электронная энциклопедия. — Электрон. дан. и прогр. — Екатеринбург.: ИИиА УрО РАН, год не указан. — 1 электрон. опт. диск (CD-ROM)